# Serie A 1938-1939 (hockey su ghiaccio)
La stagione 1938-1939 è stata la seconda del campionato svizzero di hockey su ghiaccio di seconda divisione, e ha visto la vittoria dell'Hockey-Club Château-d'Œx.

## Spareggio promozione/retrocessione
L'EHC St. Moritz rimane direttamente in prima divisione per la squalifica dell'Hockey-Club Château-d'Œx da parte della lega.

## Verdetti
| Serie A 1938-1939 | Serie A 1938-1939     |
| ----------------- | --------------------- |
| Lega Nazionale A  | Nessuna retrocessione |
| Serie A           | Nessuna promozione    |